# Svindlandfjellet
Das Svindlandfjellet (norwegisch) ist ein 2002 m hoher Berg im ostantarktischen Königin-Maud-Land. Er ragt westlich der Walnumfjella im Zentrum der Sør Rondane auf.
Wissenschaftler des Norwegischen Polarinstituts benannten ihn 1988. Namensgeber ist Sigurd Ålvik Svindland (* 1921), Topograph bei der Operation Pingvin von 1958 bis 1959 zur Erstellung von Luftaufnahmen im Zuge der Dritten Norwegischen Antarktisexpedition (1956–1960).